# Bundestagswahlkreis Backnang – Schwäbisch Gmünd
Der Wahlkreis 269: Backnang – Schwäbisch Gmünd ist einer der 38 Bundestagswahlkreise in Baden-Württemberg.

## Wahlkreis
Der Wahlkreis hat seine Schwerpunkte um die beiden genannten Großen Kreisstädte, denen bei der Einrichtung 1965 noch eigene Landkreise und Autokennzeichen (Landkreis Backnang BK, Landkreis Schwäbisch Gmünd GD) zugeordnet waren.
Im Rahmen der Kreisreform Baden-Württemberg 1973 wurden die Altkreisgebiete größtenteils den neugebildeten Landkreisen Rems-Murr-Kreis (WN) und Ostalbkreis (AA) zugeschlagen, wovon die Einteilung des Bundestagswahlkreises aber kaum betroffen war. Dessen Zuschnitt wurde seither gelegentlich angepasst, so etwa 1980 bei der Einrichtung des Bundestagswahlkreises Schwäbisch Hall – Hohenlohe (268). Der Bundestagswahlkreis 269 umfasst
- den westlichen Teil des Ostalbkreises mit den 21 Gemeinden oder Städten Abtsgmünd, Bartholomä, Böbingen an der Rems, Durlangen, Eschach, Göggingen, Gschwend, Heubach, Heuchlingen, Iggingen, Leinzell, Lorch, Mögglingen, Mutlangen, Obergröningen, Ruppertshofen, Schechingen, Schwäbisch Gmünd, Spraitbach, Täferrot, Waldstetten
- den nördlichen Teil des Rems-Murr-Kreises mit den 13 Gemeinden oder Städten Allmersbach im Tal, Althütte, Aspach, Auenwald, Backnang, Burgstetten, Großerlach, Kirchberg an der Murr, Murrhardt, Oppenweiler, Spiegelberg, Sulzbach an der Murr, Weissach im Tal

Die regionalen Schwerpunkte berühren sich nur am Murrhardter Stadtteil Kirchenkirnberg (BK), der an Altersberg (Gschwend) (AA, ehemals BK) grenzt, während zwischen Murrhardt und Lorch (GD) mehrere Gemeinden des Bundestagswahlkreises Waiblingen (264) (WN) liegen.
Der Wahlkreis wurde seit seinem Bestehen stets vom jeweiligen Direktkandidaten der CDU gewonnen, wobei der Vorsprung auf den SPD-Kandidaten von 2013 30 % auf 6 % 2021 geschrumpft ist.

## Wahlkreisgeschichte
Der Wahlkreis wurde unter dem Namen Schwäbisch Gmünd – Backnang zur Bundestagswahl 1965 neu eingerichtet, später in alphabetischer Reihenfolge benannt, und unter verschiedenen Nummern eingeordnet. Die Gemeinden des Wahlkreises gehörten vorher zu den Wahlkreisen Backnang und Aalen.
| Wahl      | Wahlkreisname                   | Gebiet |
| --------- | ------------------------------- | --- |
| 1965–1976 | 175 Schwäbisch Gmünd – Backnang | Landkreis Schwäbisch Gmünd, Landkreis Backnang, alter Landkreis Schwäbisch Hall |
| 1980–1998 | 173 Backnang – Schwäbisch Gmünd | vom Ostalbkreis die Gemeinden Abtsgmünd, Bartholomä, Böbingen an der Rems, Durlangen, Eschach, Göggingen, Gschwend, Heubach, Heuchlingen, Iggingen, Leinzell, Lorch, Mögglingen, Mutlangen, Obergröningen, Ruppertshofen, Schechingen, Schwäbisch Gmünd, Spraitbach, Täferrot und Waldstetten, vom Rems-Murr-Kreis die Gemeinden Allmersbach im Tal, Althütte, Aspach, Auenwald, Backnang, Burgstetten, Großerlach, Kirchberg an der Murr, Murrhardt, Oppenweiler, Spiegelberg, Sulzbach an der Murr und Weissach im Tal |
| 2002–2005 | 270 Backnang – Schwäbisch Gmünd | vom Ostalbkreis die Gemeinden Abtsgmünd, Bartholomä, Böbingen an der Rems, Durlangen, Eschach, Göggingen, Gschwend, Heubach, Heuchlingen, Iggingen, Leinzell, Lorch, Mögglingen, Mutlangen, Obergröningen, Ruppertshofen, Schechingen, Schwäbisch Gmünd, Spraitbach, Täferrot und Waldstetten, vom Rems-Murr-Kreis die Gemeinden Allmersbach im Tal, Althütte, Aspach, Auenwald, Backnang, Burgstetten, Großerlach, Kirchberg an der Murr, Murrhardt, Oppenweiler, Spiegelberg, Sulzbach an der Murr und Weissach im Tal |
| seit 2009 | 269 Backnang – Schwäbisch Gmünd | vom Ostalbkreis die Gemeinden Abtsgmünd, Bartholomä, Böbingen an der Rems, Durlangen, Eschach, Göggingen, Gschwend, Heubach, Heuchlingen, Iggingen, Leinzell, Lorch, Mögglingen, Mutlangen, Obergröningen, Ruppertshofen, Schechingen, Schwäbisch Gmünd, Spraitbach, Täferrot und Waldstetten, vom Rems-Murr-Kreis die Gemeinden Allmersbach im Tal, Althütte, Aspach, Auenwald, Backnang, Burgstetten, Großerlach, Kirchberg an der Murr, Murrhardt, Oppenweiler, Spiegelberg, Sulzbach an der Murr und Weissach im Tal |

## Wahlkreisabgeordnete
| Wahl | Abgeordneter | Abgeordneter       | Partei | Stimmen in % |
| ---- | ------------ | ------------------ | ------ | ------------ |
| 1965 |              | Eugen Gerstenmaier | CDU    |              |
| 1969 |              | Dieter Schulte     | CDU    |              |
| 1972 |              | Dieter Schulte     | CDU    |              |
| 1976 |              | Dieter Schulte     | CDU    |              |
| 1980 |              | Dieter Schulte     | CDU    |              |
| 1983 |              | Dieter Schulte     | CDU    |              |
| 1987 |              | Dieter Schulte     | CDU    |              |
| 1990 | 50,4         | Dieter Schulte     | CDU    |              |
| 1994 | 49,6         | Dieter Schulte     | CDU    |              |
| 1998 |              | Norbert Barthle    | CDU    | 41,8         |
| 2002 | 47,7 %       | Norbert Barthle    | CDU    |              |
| 2005 | 48,8 %       | Norbert Barthle    | CDU    |              |
| 2009 | 44,7         | Norbert Barthle    | CDU    |              |
| 2013 | 55,4         | Norbert Barthle    | CDU    |              |
| 2017 | 41,2         | Norbert Barthle    | CDU    |              |
| 2021 |              | Ingeborg Gräßle    | CDU    | 30,5         |
| 2025 | 36,6         | Ingeborg Gräßle    | CDU    |              |

Über Landeslisten gewählt wurden: Robert Antretter (1980–1994) und Christian Lange (SPD), Ricarda Lang (Grüne), Ruben Rupp (AfD)

## Wahlergebnisse

### Bundestagswahl 2025
Für die turnusgemäß im Spätsommer oder Herbst 2025 vorgesehene Wahl zum 21. Deutschen Bundestag konnten ab Frühjahr 2024 Delegierte und Kandidaten gewählt werden, so dass die ab November absehbare Vorziehung auf den 23. Februar 2025 wenig Termindruck erzeugte, zumal Wahlvorschläge  noch am 20. Januar 2025 eingereicht werden konnten. Die Kreiswahlleitung für den Wahlkreis Backnang-Schwäbisch Gmünd lag erneut beim Landratsamt des Ostalbkreises.
Ingeborg Gräßle, 2021 Gewinnerin des Direktmandates, wurde bereits im Juli 2024 in Lorch nahezu einstimmig von der CDU erneut für den Wahlkreis 269 aufgestellt. Aufgrund der Änderung des Bundestagswahlrechts 2023, gegen die eine auch von Gräßle unterstützte Klage anhängig war, bewirkt der Sieg im Wahlkreis nicht mehr automatisch die direkte Zuteilung eines Bundestagsmandates sofern die Anzahl der Wahlkreissiege nicht durch den Zweitstimmenanteil abgedeckt ist. Ist diesem Fall kommt auch niemand von der Landesliste zum Zug. Auf der im Dezember erstellten CDU-Landesliste mit 60 Plätzen ist Gräßle nicht vertreten. Ende Juli 2024 wurde von den FDP Kreisverbänden Rems-Murr und Ostalb Ruben Hühnerbein als FDP-Bundestagskandidat für den „Zwei-Kreise-Wahlkreis“ Backnang-Schwäbisch Gmünd nominiert. Er besetzte Landeslistenplatz 29. Auf demselben Rang der Landesliste und als Direktkandidat im Wahlkreis 269 nominierte die SPD erneut Tim-Luka Schwab.
Ricarda Lang wurde am 12. Oktober 2024, somit kurz nach ihrem Rücktritt als Bundesvorsitzende von Bündnis 90/Die Grünen, nahezu einstimmig in Schwäbisch Gmünd erneut als Direktbewerberin im Bundestagswahlkreis Backnang – Schwäbisch Gmünd gewählt. Auf der Landesliste belegte sie den Landeslistenplatz 2. Am 4. Dezember 2024 wählten Die Linke Ortsverbände Backnang und Schwäbisch Gmünd Nina Eisenmann einstimmig zur Direktkandidatin ihrer Partei im Wahlkreis 269. Auf der Landesliste ihrer Partei in Baden-Württemberg wurde sie auf Platz 15 gewählt.
Die AfD Baden-Württemberg hat bereits Anfang Oktober 2024 die Landesliste aufgestellt, wobei Ruben Rupp auf Platz 5 der Liste gewählt wurde und sich dabei gegen Dirk Spaniel durchsetzte, der daraufhin die Partei verließ. Im Dezember 2024 wurde der Abgeordnete des Landtagswahlkreis Schwäbisch Gmünd außerdem einstimmig als Direktkandidat für den Bundestagswahlkreis Backnang – Schwäbisch Gmünd aufgestellt.
Seit der Bundestagswahl am 23. Februar 2025 wird der Wahlkreis erstmals durch drei MdB in Berlin vertreten. Ingeborg Gräßle (CDU) verteidigte den Wahlkreissieg, bekam mit 36,6 % der Erststimmen ein Direktmandat das nicht mehr automatisch für den Wahlsieg zugeteilt wird, sondern nur den besten Bewerbern, mit Anzahl gemäß landesweiter Zweitstimmendeckung. Sechs Wahlkreissieger der CDU in BaWü gingen leer aus, die erfolgreichen CDU-Kandidaten erzielten 35,0 bis 42,8 % der Erststimmen. Über die Landeslisten zum Zuge kommen Ricarda Lang (Grüne) und Ruben Rupp (AfD).
| Kandidaten                                            | Kandidaten                   | Parteien/Listen     | Erststimmen | Erststimmen | Zweitstimmen | Zweitstimmen |
| Kandidaten                                            | Kandidaten                   | Parteien/Listen     | Stimmen     | %           | Stimmen      | %            |
| ----------------------------------------------------- | ---------------------------- | ------------------- | ----------- | ----------- | ------------ | ------------ |
|                                                       | Ingeborg Gräßlegewählt im WK | CDU                 | 53.070      | 36,6        | 47.465       | 32,6         |
|                                                       | Ruben Rupp                   | AfD                 | 33.945      | 23,4        | 33.898       | 23,3         |
|                                                       | Tim-Luka Schwab              | SPD                 | 23.853      | 16,4        | 20.169       | 13,8         |
|                                                       | Ricarda Lang                 | Grüne               | 15.498      | 10,7        | 15.531       | 10,7         |
|                                                       | Nina Eisenmann               | Die Linke           | 7.486       | 5,2         | 8.422        | 5,8          |
|                                                       | Ruben Hühnerbein             | FDP                 | 5.844       | 4,0         | 7.846        | 5,4          |
|                                                       | –                            | BSW                 | –           | –           | 6.290        | 4,3          |
|                                                       | Maximilian Schiebel          | FREIE WÄHLER        | 3.174       | 2,2         | 1.732        | 1,2          |
|                                                       | –                            | Tierschutzpartei    | –           | –           | 1.243        | 0,9          |
|                                                       | Carlo Geiger                 | Die PARTEI          | 2.040       | 1,4         | 809          | 0,6          |
|                                                       | –                            | Volt                | –           | –           | 795          | 0,5          |
|                                                       | –                            | dieBasis            | –           | –           | 566          | 0,4          |
|                                                       | –                            | Bündnis C           | –           | –           | 348          | 0,2          |
|                                                       | –                            | ÖDP                 | –           | –           | 287          | 0,2          |
|                                                       | –                            | BÜNDNIS DEUTSCHLAND | –           | –           | 222          | 0,2          |
|                                                       | Marianne Kolb                | MLPD                | 230         | 0,2         | 62           | 0,0          |
| Gesamt                                                | Gesamt                       | Gesamt              | 145.140     | 100         | 145.685      | 100          |
|                                                       |                              |                     |             |             |              |              |
| Ungültige Stimmen                                     | Ungültige Stimmen            | Ungültige Stimmen   | 1.272       | 0,9         | 727          | 0,5          |
| Wähler                                                | Wähler                       | Wähler              | 146.412     | 83,4        | 146.412      | 83,4         |
| Wahlberechtigte                                       | Wahlberechtigte              | Wahlberechtigte     | 175.503     |             | 175.503      |              |
|                                                       |                              |                     |             |             |              |              |
| Quellen: Die Bundeswahlleiterin, Kandidaten – Stimmen |                              |                     |             |             |              |              |

### Bundestagswahl 2021
Die bisherigen MdB und Parlamentarischen Staatssekretäre Norbert Barthle (CDU) und Christian Lange (SPD) haben bereits im Sommer 2020 bekanntgegeben dass sie nach jeweils 23 Jahren im Bundestag zur Bundestagswahl 2021 nicht mehr antreten. Die im Oktober 2020 von der CDU nominierte Ingeborg Gräßle zog nach Landtag und Europaparlament auch in den Bundestag ein, über das Direktmandat. Ihr Ergebnis lag auf Rang 17 der 33 von 38 Wahlkreisen in Baden-Württemberg die von der CDU gewonnen wurden. Über die Grünen-Landesliste wurde auch die im Wahlkreis nur fünftplatzierte Ricarda Lang Mitglied im 20. Deutscher Bundestag.
Die Zahl der Wahlberechtigten betrug 177.062, die Wahlbeteiligung lag bei 77,1 %.
| Direktkandidat            | Partei       | Erststimmen in % | Zweitstimmen in % |
| ------------------------- | ------------ | ---------------- | ----------------- |
| Ingeborg Gräßle           | CDU          | 30,5             | 25,8              |
| Tim-Luka Schwab           | SPD          | 24,4             | 21,7              |
| David-Sebastian Hamm      | FDP          | 12,0             | 15,8              |
| Andreas Wörner            | AfD          | 11,7             | 11,8              |
| Ricarda Lang              | Grüne        | 11,5             | 13,7              |
| Annette Keles             | Die Linke    | 02,9             | 02,9              |
| Stefan Schmidt            | dieBasis     | 02,7             | 02,3              |
| Michael Schoder           | Die PARTEI   | 01,7             | 01,1              |
| Gabriele Katharina Regele | Freie Wähler | 02,4             | 01,5              |
| Marianne Rosina Kolb      | MLPD         | 00,1             | 00,1              |

### Bundestagswahl 2017
Zur Bundestagswahl am 24. September 2017 kandidierten die folgenden Direktkandidaten:
| Direktkandidat         | Partei    | Erststimmen in % | Zweitstimmen in % |
| ---------------------- | --------- | ---------------- | ----------------- |
| Norbert Barthle        | CDU       | 41,2             | 35,2              |
| Christian Lange        | SPD       | 20,0             | 16,5              |
| Daniel Lindenschmid    | AfD       | 13,2             | 14,4              |
| Melanie Lang           | GRÜNE     | 11,3             | 11,4              |
| Gudrun Senta Wilhelm   | FDP       | 8,1              | 12,4              |
| Alexander Relea-Linder | Die Linke | 5,6              | 5,9               |
| Marina Djonovic        | NPD       | 0,4              | 0,3               |
| Marianne Kolb          | MLPD      | 0,2              | 0,1               |

### Bundestagswahl 2013
| Direktkandidat         | Partei    | Erststimmen in % | Zweitstimmen in % |
| ---------------------- | --------- | ---------------- | ----------------- |
| Norbert Barthle        | CDU       | 55,4             | 48,4              |
| Christian Lange        | SPD       | 24,8             | 20,4              |
| Michael Straub         | GRÜNE     | 8,2              | 9,1               |
| Jörg Drechsel          | DIE LINKE | 4,0              | 4,2               |
| Sebastian Staudenmaier | PIRATEN   | 3,0              | 2,1               |
| Lisa Strotbek          | FDP       | 2,8              | 5,8               |
| Benno Grunert          | NPD       | 1,9              | 1,2               |
| -                      | AfD       | -                | 5,7               |

### Bundestagswahl 2009
Seit der Bundestagswahl 1998 waren Norbert Barthle (CDU) als Wahlkreissieger und Christian Lange über die SPD-Landesliste Bundestagsabgeordnete. Beide traten 2021 nicht mehr an. Die Bundestagswahl 2009 hatte folgendes Ergebnis:
| Direktkandidat    | Partei                               | Erststimmen in % | Zweitstimmen in % | Bundestagswahl 2005 Zweitstimmen in % |
| ----------------- | ------------------------------------ | ---------------- | ----------------- | ------------------------------------- |
| Norbert Barthle   | CDU                                  | 44,7             | 35,4              | 41,1                                  |
| Christian Lange   | SPD                                  | 24,9             | 19,5              | 30,5                                  |
| Markus Fischer    | FDP                                  | 10,3             | 18,5              | 10,8                                  |
| Ulrike Sturm      | GRÜNE                                | 10,3             | 12,5              | 9,2                                   |
| Manfred Steidle   | DIE LINKE                            | 6,6              | 7,1               | 3,5                                   |
| Torsten Ziegler   | NPD                                  | 1,9              | 1,3               | 1,2                                   |
| —                 | REP                                  | —                | 1,3               | 1,4                                   |
| Markus Grammel    | PBC                                  | 1,0              | 0,7               | 0,9                                   |
| —                 | MLPD                                 | —                | 0,1               | 0,1                                   |
| —                 | BüSo                                 | —                | 0,1               | 0,1                                   |
| —                 | Volksabstimmung                      | —                | 0,2               | —                                     |
| —                 | ADM                                  | —                | 0,0               | —                                     |
| —                 | DVU                                  | —                | 0,1               | —                                     |
| —                 | DIE VIOLETTEN                        | —                | 0,3               | —                                     |
| —                 | Die Tierschutzpartei                 | —                | 0,6               | —                                     |
| —                 | ödp                                  | —                | 0,4               | —                                     |
| —                 | PIRATEN                              | —                | 1,8               | —                                     |
| Matthias Riebesam | Einzelbewerber (Willi-Weise-Projekt) | 0,3              | —                 | —                                     |

### Bundestagswahlen 2005 und 2002
Wahlkreis 270 Backnang - Schwäbisch Gmünd

Direkt gewählt: Norbert Barthle, CDU/CSU 

Über Landesliste gewählt: Christian Lange (Backnang), SPD 

Wahljahr 	        2005 	2002 1) 

Wahlberechtigte 	175509 	172868 

Wahlbeteiligung 	77,9 % 	80,2 %
Erststimmen 2005 	2002 1) 	Zweitstimmen 2005 	2002 1) 

CDU 	48,8 % 	47,7 % 	41,1 % 	44,2 % 

SPD 	34,7 % 	38,4 % 	30,5 % 	33,7 % 

BÜNDNIS 90/DIE GRÜNEN 	7,0 % 	6,3 % 	9,2 % 	10,2 % 

FDP 	4,6 % 	5,5 % 	10,8 % 	7,1 % 

Die Linke. / PDS 2) 	3,3 % 	1,0 % 	3,5 % 	0,8 % 

Sonstige 	1,6 % 	1,1 % 	4,9 % 	4,0 %
1) Die Wahlkreisergebnisse 2002 sind auf die Wahlkreiseinteilung 2005 umgerechnet. 

2) 2005 als „Die Linke.“ und 2002 als „PDS“.

### Bundestagswahlen 1998 und 1994
Wahlkreis  173 Backnang - Schwäbisch Gmünd 

Direkt gewählt: 	Norbert Barthle, CDU 

Über Landesliste gewählt: 	Christian Lange (Backnang), SPD
Wahljahr 	        1998 	1994 

Wahlberechtigte 	168 809 	167 038 

Wahlbeteiligung 	82,3 % 	78,6 %
Erststimmen	1998 	1994 	Zweitstimmen 1998 	1994 

CDU 	41,8 	49,6 	36,7 	43,0 

SPD 	38,5 	33,2 	36,6 	31,1 

Bündnis 90/Die Grünen 	6,0 	9,0 	8,1 	9,0 

F.D.P. 	5,2 	2,8 	8,4 	9,1 

PDS 	0,8 	- 	0,8 	0,6 

Sonstige 	7,7 	5,4 	9,4 	7,2